# Kyffin Simpson
Kyffin Simpson (Bridgetown, Barbados; 9 de octubre de 2003) es un piloto de automovilismo barbadense-caimanés. Fue campeón del Campeonato de Fórmula Regional de las Américas en 2021 y de European Le Mans Series en 2023. Al año siguiente fue piloto de IndyCar Series con Chip Ganassi Racing.

## Carrera deportiva

### Indy Lights y GT3
En 2022, Simpson firmó un contrato de varios años como piloto de desarrollo para Chip Ganassi Racing, mientras también avanzaba a Indy Lights, asociándose con James Roe Jr. en TJ Speed Motorsports. Luego de ocho carreras con el equipo, Simpson se mudó a HMD Motorsports. Terminó noveno en la temporada siendo quinto como su mejor resultado en Barber y Detroit.
Además de sus deberes en Indy Lights, Kyffin hizo su debut en la IMSA SportsCar Championship con Gradient Racing al volante de un Acura NSX GT3 EVO II. Simpson, Mario Farnbacher y Till Bechtolsheimer ganaron el Petit Le Mans 2022 en la clase GTD.

### Indy NXT y LMP2
Simpson confirmó un regreso a la Indy NXT recientemente renombrada en 2023 con HMD Motorsports, en asociación con los patrocinadores de Chip Ganassi Racing, Ridgeline Lubricants y The American Legion. Acabó décimo en el campeonato.
Simpson también compitió en 14 carreras en la clase LMP2, en los campeonatos IMSA SportsCar Championship, Asian Le Mans Series y European Le Mans Series. Junto a Alex Lynn y James Allen en Algarve Pro Racing, ganó el campeonato europeo.

### IndyCar Series
En enero de 2023, Simpson completó su primera prueba de la IndyCar Series con Chip Ganassi Racing en el Sebring International Raceway.
Para 2024, fue contratado por el equipo para disputar la temporada completa a bordo del Dallara-Honda #4. Debutó con un puesto 12 en St. Pete, siendo ese su mejor resultado en el año. Finalizó el campeonato en el 21.º puesto, por detrás del resto de sus compañeros de equipo.

## Resumen de carrera
| Temporada | Categoría                                      | Equipo                      | Carreras     | Victorias    | Poles        | VR           | Podios       | Puntos       | Pos.         |
| --------- | ---------------------------------------------- | --------------------------- | ------------ | ------------ | ------------ | ------------ | ------------ | ------------ | ------------ |
| 2020      | Campeonato de Estados Unidos de Fórmula 4      | Velocity Racing Development | 9            | 0            | 0            | 0            | 0            | 14           | 18.º         |
| 2020      | Campeonato de Fórmula Regional de las Américas | HMD Motorsports             | 9            | 0            | 0            | 0            | 0            | 30           | 13.º         |
| 2021      | Campeonato de Fórmula Regional de las Américas | TJ Speed Motorsports        | 18           | 7            | 2            | 9            | 13           | 314          | 1.º          |
| 2021      | Indy Pro 2000                                  | Juncos Hollinger Racing     | 16           | 0            | 0            | 1            | 3            | 231          | 8.º          |
| 2022      | Indy Lights                                    | TJ Speed Motorsports        | 8            | 0            | 0            | 0            | 0            | 312          | 9.º          |
| 2022      | Indy Lights                                    | HMD Motorsports             | 6            | 0            | 0            | 0            | 0            | 312          | 9.º          |
| 2022      | WeatherTech SportsCar Championship - GTD       | Gradient Racing             | 4            | 1            | 0            | 0            | 1            | 1003         | 26.º         |
| 2023      | WeatherTech SportsCar Championship - LMP2      | Tower Motorsports           | 4            | 1            | 0            | 0            | 1            | 899          | 13.º         |
| 2023      | Asian Le Mans Series - LMP2                    | Algarve Pro Racing          | 4            | 1            | 0            | 0            | 1            | 51           | 3.º          |
| 2023      | European Le Mans Series - LMP2                 | Algarve Pro Racing          | 6            | 2            | 2            | 2            | 5            | 113          | 1.º          |
| 2023      | Indy NXT                                       | HMD Motorsports             | 13           | 0            | 1            | 0            | 2            | 283          | 10.º         |
| 2024      | IndyCar Series                                 | Chip Ganassi Racing         | 18           | 0            | 0            | 0            | 0            | 182          | 21.º         |
| 2024      | WeatherTech SportsCar Championship - LMP2      | DragonSpeed                 | 1            | 0            | 0            | 0            | 0            | 262          | 48.º         |
| 2024      | 24 Horas de Le Mans - LMP2                     | Nielsen Racing              | 1            | 0            | 0            | 0            | 0            | N/A          | 11.º         |
| 2025      | IndyCar Series                                 | Chip Ganassi Racing         | Disputándose | Disputándose | Disputándose | Disputándose | Disputándose | Disputándose | Disputándose |
| Fuente:   |                                                |                             |              |              |              |              |              |              |              |

## Resultados

### Indy NXT
(Clave) (negrita indica pole position) (cursiva indica vuelta rápida)

| Año  | Equipo               | 1      | 2      | 3      | 4      | 5      | 6     | 7     | 8      | 9      | 10    | 11     | 12     | 13     | 14     | Pos. | Puntos |
| ---- | -------------------- | ------ | ------ | ------ | ------ | ------ | ----- | ----- | ------ | ------ | ----- | ------ | ------ | ------ | ------ | ---- | ------ |
| 2022 | TJ Speed Motorsports | STP 11 | BAR 5  | IMS 12 | IMS 8  | DET 5  | DET 7 | ROA 9 | MDO 10 |        |       |        |        |        |        | 9.º  | 312    |
| 2022 | HMD Motorsports      |        |        |        |        |        |       |       |        | IOW 11 | NSH 8 | GMP 10 | POR 9  | LAG 12 | LAG 12 | 9.º  | 312    |
| 2023 | HMD Motorsports      | STP 10 | BAR 18 | IMS 3  | DET 13 | DET 17 | RDA 8 | MDO 2 | IOW 16 | NSH 15 | IMS 5 | GMP    | POR 13 | LAG 4  | LAG 17 | 10.º | 283    |

### Asian Le Mans Series
(Clave) (negrita indica pole position) (cursiva indica vuelta rápida)

| Año  | Escudería          | Clase | Automóvil | 1     | 2     | 3     | 4     | Pos. | Puntos |
| ---- | ------------------ | ----- | --------- | ----- | ----- | ----- | ----- | ---- | ------ |
| 2023 | Algarve Pro Racing | LMP2  | Oreca 07  | DUB 1 | DUB 4 | ABU 9 | ABU 4 | 3.º  | 51     |

### IndyCar Series
(Clave) (negrita indica pole position) (cursiva indica vuelta rápida)

| Año     | Escudería           | Motor | 1      | 2       | 3      | 4      | 5      | 6       | 7      | 8      | 9      | 10     | 11     | 12     | 13     | 14     | 15     | 16     | 17     | 18     | Pos. | Puntos |
| ------- | ------------------- | ----- | ------ | ------- | ------ | ------ | ------ | ------- | ------ | ------ | ------ | ------ | ------ | ------ | ------ | ------ | ------ | ------ | ------ | ------ | ---- | ------ |
| 2024    | Chip Ganassi Racing | Honda | STP 12 | THE DNQ | LBH 19 | ALA 14 | IGP 15 | INDY 21 | DET 24 | ROA 27 | LAG 24 | MDO 21 | IOW 14 | IOW 18 | TOR 22 | GAT 25 | POR 16 | MIL 25 | MIL 13 | NSH 22 | 21.º | 182    |
| 2025*   | Chip Ganassi Racing | Honda | STP 18 | THE 15  | LBH 10 | ALA 21 | IGP 27 | INDY 25 | DET 5  | GAT 15 | ROA 6  | MDO 10 | IOW 18 | IOW 13 | TOR 3  | LAG 27 | POR 21 | MIL    | NSH    |        | 17.º | 240    |
| Fuente: |                     |       |        |         |        |        |        |         |        |        |        |        |        |        |        |        |        |        |        |        |      |        |

- * Temporada en progreso.

## Vida personal
Simpson nació en Barbados y es residente del territorio británico de ultramar de las Islas Caimán. Kyffin es nieto del empresario barbadense Sir Kyffin Simpson y un apasionado del kitesurf.